# Jani Lyyski
Jani Lyyski, född 16 mars 1983 i Mariehamn, är en finländsk före detta fotbollsspelare.
Lyyski har spelat fyra säsonger för IFK Mariehamn i ligan och fick bland annat titeln årets spelare 2008 som är en utmärkelse där publiken ger spelarna poäng i varje match. Han har även spelat för IF Brommapojkarna och Spånga IS i Sverige då han gick i fotbollsgymnasium och gjort pojklandskamper för Finland.
Inför säsongen 2009 lämnade han moderklubben IFK Mariehamn för Vaasan Palloseura där han stannade endast en säsong. I slutet av november 2009 skrev Lyyski på för tre säsonger (2010–2012) med Djurgårdens IF. På skottdagen (29 februari) 2012 skrev Jani på för sin moderklubb IFK Mariehamn som köpte loss honom från resterande 1 år på kontraktet med Djurgården.
Den 18 januari 2010 spelade han sin första landskamp mot Sydkorea.
Lyyskis far, Pekka Lyyski, är IFK Mariehamns långvariga tränare.

## Seriematcher och mål
| Säsong         | Lag               | Division                   | Matcher | Mål |
| -------------- | ----------------- | -------------------------- | ------- | --- |
| 1998           | IFK Mariehamn     | Kakkonen                   | 7       | 0   |
| 1999           | IFK Mariehamn     | Kakkonen                   | 6       | 1   |
| Totalt         | Totalt            | Totalt                     | 13      | 1   |
| 2000           | IF Brommapojkarna | Division 2 Östra Svealand  | 0       | 0   |
| 2001           | IF Brommapojkarna | Division 2 Östra Svealand  | 0       | 0   |
| Totalt         | Totalt            | Totalt                     | 0       | 0   |
| 2000           | Spånga IS (lån)   | Division 3 Västra Svealand | 15      | 1   |
| Totalt         | Totalt            | Totalt                     | 15      | 1   |
| 2002           | IFK Mariehamn     | Kakkonen                   | 21      | 1   |
| 2003           | IFK Mariehamn     | Kakkonen                   | 16      | 2   |
| 2004           | IFK Mariehamn     | Ykkonen                    | 26      | 10  |
| 2005           | IFK Mariehamn     | Veikkausliga               | 13      | 1   |
| 2006           | IFK Mariehamn     | Veikkausliga               | 16      | 1   |
| 2007           | IFK Mariehamn     | Veikkausliga               | 26      | 2   |
| 2008           | IFK Mariehamn     | Veikkausliga               | 26      | 2   |
| Totalt         | Totalt            | Totalt                     | 144     | 19  |
| 2009           | VPS               | Veikkausliga               | 26      | 3   |
| Totalt         | Totalt            | Totalt                     | 26      | 3   |
| 2010           | Djurgårdens IF    | Allsvenskan                | 20      | 0   |
| 2011           | Djurgårdens IF    | Allsvenskan                | 21      | 0   |
| Totalt         | Totalt            | Totalt                     | 41      | 0   |
| 2012           | IFK Mariehamn     | Veikkausliga               | 27      | 1   |
| 2013           | IFK Mariehamn     | Veikkausliga               | 30      | 3   |
| 2014           | IFK Mariehamn     | Veikkausliga               | 25      | 3   |
| 2015           | IFK Mariehamn     | Veikkausliga               | 30      | 3   |
| 2016           | IFK Mariehamn     | Veikkausliga               | 31      | 5   |
| 2017           | IFK Mariehamn     | Veikkausliga               | 18      | 1   |
| Totalt         | Totalt            | Totalt                     | 161     | 16  |
| Hela karriären | Hela karriären    | Hela karriären             | 400     | 40  |